# Проводжальниця Фрірен
«Проводжальниця Фрірен» (яп. 葬送のフリーレン, латиніз.: Sōsō no Furīren, латиніз. Frieren: Beyond Journey's End, досл. «Фрірен, останнє прощання з померлими») — фентезійна пригодницька манґа з елементами драми та повсякденності, написана Канехіто Ямадою та проілюстрована Цукасою Абе. Вона розповідає історію ельфійської чарівниці Фрірен, яка після перемоги над Королем Демонів стикається з тим, що людське життя швидкоплинне порівняно з її тисячолітнім існуванням. Після смерті одного з друзів Фрірен вирушає у нову подорож, щоб краще зрозуміти людські емоції та взаємини, зустрічаючи нових компаньйонів та переосмислюючи минуле. 
Публікується в сьонен-журналі Weekly Shōnen Sunday. Станом на березень 2025 року розділи манґи зібрано в 14 танкобонів. Серіал ліцензований у Північній Америці Viz Media. Адаптація у форматі аніме, створена студією Madhouse, стартувала у вересні 2023 року. Прем'єра другого сезону запланована на січень 2026 року.
Станом на липень 2025 року тираж манґи перевищив 30 мільйони копій. 2021 року манґа виграла 14-ту премію Manga Taishō та премію New Creator Prize 25-ї щорічної культурної премії Тедзуки Осаму, а також 69-ту премію Shogakukan Manga Award та 48-му премію Премію манґи Коданся (у категорії сьонен) у 2024 році.

## Сюжет
Історія розповідає про колишнього члена групи героїв, що перемогла Короля Демонів та відновила гармонію у світі після десятирічних пригод — ельфійську чаклунку Фрірен. У минулому героїчна група складалася з Фрірен, людського героя Гіммеля, гнома-воїна Айзена та людського священника Гайтера. Перш ніж розлучитися, вони разом спостерігають за Зорепадом Епохи — метеорним потоком, який трапляється раз на п'ятдесят років. Фрірен пропонує компаньйонам зустрітися наступного разу, коли відбудеться ця небесна подія, а відтак від'їжджає та подорожує роками світом у пошуках магічних знань.
Фрірен, як і обіцяла, повертається до столиці через п'ятдесят років; однак людство змінилося, а її колишні супутники помітно постарішали. Після метеоритного дощу Гіммель помирає від старості. Під час похорону Фрірен висловлює жаль через те, що не намагалася дізнатися про нього більше за життя. Потім Фрірен відвідує своїх інших колишніх побратимів. Вона приймає пропозицію навчати та піклуватися про Ферн, сироту, всиновлену Гайтером. Вона також отримує запрошення вирушити далеко на північ, до місця спочинку душ і знову побачити Гіммеля, щоб гідно попрощатися з ним і висловити свої почуття. Фрірен вирушає в подорож разом з Ферн, продовжуючи навчати її магії.
Особливістю ельфійки є надзвичайно довге життя, завдяки чому вона сприймає роки або десятиліття як миттєвість (це сприйняття часу спонукає її вважати десятирічну пригоду з групою Гіммеля короткочасним досвідом). Таким чином, історія розгортається протягом тривалого часу, із періодичними спогадами, які супроводжуються фізичним і психологічним розвитком персонажів, за винятком самої Фрірен.

## Персонажі

### Група Фрірен

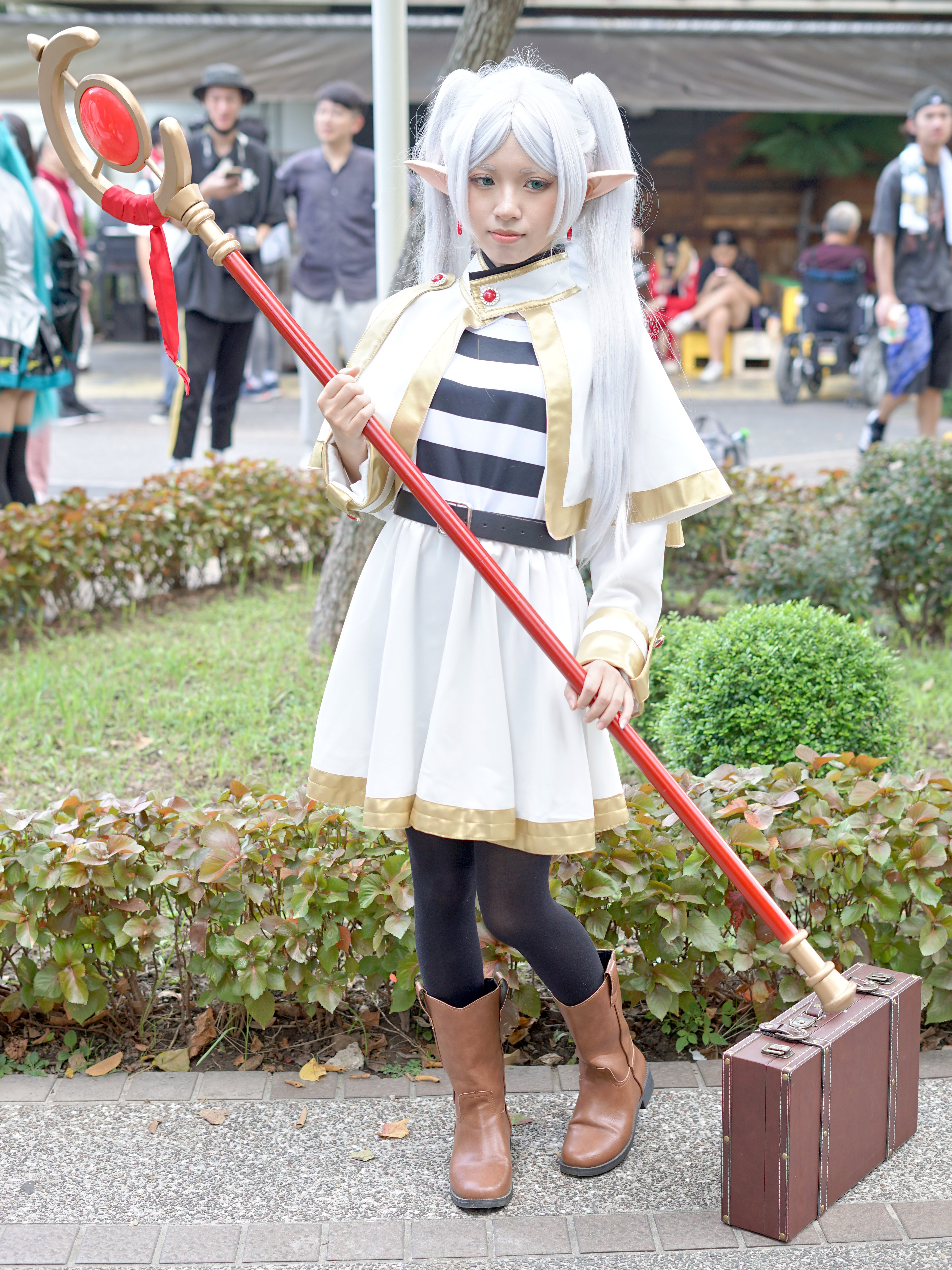
Косплей Фрірен на 43 фестивалі Fancy Frontier

Фрірен (яп. フリーレン, Furīren)
Сейю: Танедзакі Ацумі (оригінал), Меллорі Родак (англійський дубляж)
Ельфійська чаклунка, переможниця Короля Демонів. Хоча виглядає дуже молодо, вона живе вже понад тисячу років. Після смерті Гіммеля Фрірен почала шкодувати, що не пізнала його краще під час їхньої десятирічної пригоди. В результаті вона вирушила в іншу подорож, щоб дізнатися більше про людство. Вона подорожує з людською чарівницею Ферн відтоді, як взяла її собі в учениці на прохання Гайтера.
Понад тисячу років тому Фрірен була врятована великою чаклункою Фламме під час нападу демонів на її рідне селище. Цей жахливий досвід заклав у Фрірен глибоку відразу до демонів, підпалюючи її амбіції очистити світ від їхньої присутності. Після смерті Короля Демонів Фрірен присвятила себе вивченню магії знищення демонів, продовжуючи вбивати їх, коли тільки могла, доки раса демонів не стала менш загрозливою. Як чарівниця, що знищила найбільше демонів за всю записану історію, вона заслужила прізвисько «Різник». Попри свої досягнення, Фрірен стикалася зі власними поразками та бореться з власними недоліками. Як ельфійка, вона часто сприймається як нечутлива до людських почуттів. Її незграбність у соціальних взаєминах змушує інших помилково вважати її віддаленою, але насправді Фрірен доброзичлива та турботлива особа.
Ферн (яп. フェルン, Ferun)
Сейю: Ічіносе Кана (оригінал), Джилл Гарріс (англійський дубляж)
Єдина учениця Фрірен. Ферн — сирота з війни з південної країни, яка втратила своїх батьків і мала намір вчинити самогубство, стрибнувши у прірву, коли її врятував Гайтер. Вона почала навчатися магії в дитинстві під керівництвом Гайтера, щоб стати самостійнішою. Вона зустріла Фрірен, яка відвідала Гайтера, коли їй було дев'ять років. Ферн попросила Фрірен навчити її магії, щоб стати повноправною чаклункою. Після смерті Гайтера вона вирушає в подорож з Фрірен у віці 15 років. Пізніше вона стала магинею першого класу, склавши іспит ще в підлітковому віці.
Штарк (яп. シュタルク, Shutaruku)
Сейю: Кобаяші Чіакі, Аріса Кійото (в дитинстві) (оригінал), Джордан Деш Круз (англійський дубляж)
Молодий воїн, якого виховував Айзен і який став його заміною у новій пригоді Фрірен. Оскільки Айзен відхилив її запрошення через свій похилий вік, Штарк взяв на себе роль бійця ближнього бою в битвах, для чого Фрірен та Ферн, будучи чарівницями, не дуже підходять. Попри свою сором'язливість, Штарк виявляється сильним і здатним воїном, який безмежно вірний своїм товаришам.

### Оригінальна група
Гіммель (яп. ヒンメル, Hinmeru)
Сейю: Окамото Нобухіко (оригінал), Кліффорд Чейпін (англійський дубляж)
Людина з оригінальної групи героїв, що здолали Короля Демонів. Він був героєм групи та самопроголошеним красенем. Після спільного споглядання метеоритного дощу він і Фрірен пообіцяли зустрітися знову. Помер незабаром після того, як вони знову зустрілися через п'ятдесят років.
Гайтер (яп. ハイター, Haitā)
Сейю: Точі Хірокі (оригінал), Джейсон Дуґлас (англійський дубляж)
Інший померлий людський учасник геройської групи — священник групи, який обожнював алкоголь. Після розпаду групи він знайшов, усиновив і виховав Ферн.
Айзен (яп. アイゼン, Aizen)
Сейю: Уеда Йоджі (оригінал), Крістофер Ґерреро (англійський дубляж)
Єдиний живий учасник оригінальної геройської групи, окрім Фрірен. Айзен — це гном, який, хоча і не такий довгоживучий, як ельфи, все ж має значно довший термін життя, ніж люди. Відхилив запрошення Фрірен розпочати нову пригоду й обрав провести решту життя у спокої, порекомендувавши їй свого учня Штарка як заміну.

### Інші персонажі
Зайн (яп. ザイン, Zain)
Сейю: Юічі Накамура, Нацумі Каваіда (в дитинстві) (оригінал), Крістофер Векамп (англійський дубляж)
Сільський монах, який приєднується до групи Фрірен. Попри те, що Зайн — талановитий монах, у нього є кілька слабкостей, зокрема любов до алкоголю, сигарет, азартних ігор та старших жінок.
Фламме (яп. フランメ, Furanme)
Сейю: Танака Ацуко
Легендарна людська чарівниця та засновниця магії людства. Вона вважалася міфологічною фігурою і її існування часто піддавалося сумніву. Багато гримуарів, приписаних їй, вважаються підробками, але насправді вона існувала приблизно за тисячу років до початку історії.

## Історія створення
Кацума Огура — редактор, відповідальний за «Фрірен», зазначив, що попередня робота Ямади «Bocchi Hakase to Robot Shoujo no Zetsubou Teki Utopia» не мала комерційного успіху, хоча він вважав її шедевром. Це призвело до пропозиції надати Ямаді ілюстратора для «Фрірен». У них було декілька ідей, що вилилися у створення ескізів для окремого випуску «Фрірен». Прочитавши цей окремий випуск, Огура почав сміятися, стверджуючи, що це зовсім не комедія. Коли Ямада завершив перший ескіз, ще до його надсилання в редакційний відділ, Огура звернувся до ілюстратора Цукаси Абе з проханням намалювати таблицю персонажів. Ямада був вражений результатом і почав співпрацювати з Абе.
Під час зборів редакції відповідальний редактор заявив: «Якщо ми визначимося з хорошою назвою, то виплатимо премію в 10 000 єн з власної кишені». Однією з ідей назви, поданих заступником головного редактора, була «Sōsō no Frieren» і Ямада та Абе вирішили використати її для манґи
Для анімаційної адаптації від Madhouse Томохіро Судзукі сказав, що персонаж Ферн дуже різниться залежно від того, з ким вона спілкується; з Фрірен у неї є щось схоже на материнський зв'язок, а перед Штарком вона поводиться як звичайний підліток. Режисер Кейічіро Сайто додав, що ріст Ферн має великий вплив на Фрірен. За словами Судзукі, хоча Штарк є боягузом, його все одно описано як красеня та крутого; він має великий вплив на Ферн, оскільки стає першим юнаком, з яким вона спілкувалась за все своє життя.

## Медіа

### Манґа

#### Основний твір
Манґа почала виходити у сьонен-журналі «Weekly Shōnen Sunday» видавництва Shogakukan 28 квітня 2020 року. У січні 2023 року було оголошено, що манґа візьме перерву, але вона відновилася в березні того ж року. У травні 2024 року вона знову пішла на перерву та відновилася в серпні; у грудні того ж року її знову поставили на паузу. Shogakukan зібрав глави манґи для окремого видання в окремі танкобони. Перший том був опублікований 18 серпня 2020 року. Станом на 18 березня 2025 року було випущено 14 томів.
У лютому 2021 року Viz Media оголосила, що вони отримали ліцензію на випуск серії англійською мовою в Північній Америці, а перший том був опублікований 9 листопада 2021 року. 9 травня 2023 року компанія Viz Media запустила службу цифрової манґи Viz Manga, де глави манґи отримують одночасну публікацію англійською мовою в Північній Америці, коли вони випускаються в Японії.
У червні 2024 року на фестивалі FANCON у Києві стало відомо, що манґа офіційно видаватиметься в Україні видавництвом «Наша ідея». На момент оголошення манґа перебувала в роботі і в Японії було видано 13 томів. Станом на липень 2025 року було випущено 4 томи в українському виданні.

#### Спіноф
П'ять ван-шот спіноф розділів від різних авторів були опубліковані на вебсайті Sunday Webry з 22 до 26 травня 2023 року:
- Chūbō no Frieren (яп. 厨房のフリーレン, досл. «Фрірен з кухні») від Кассана (22 травня);
- Yūsha Himmel no Bōkentan (яп. 勇者ヒンメルの冒険譚, досл. «Пригоди хороброго Гіммеля») від Рена Міури (23 травня);
- Frieren wa Ningen wo Shiritai (яп. フリーレンは人間を知りたい, досл. «Фрірен хоче дізнатися про людей») від Йони (24 травня);
- Himmel Tabi Nikki (яп. ヒンメル旅にっき, досл. «Щоденник подорожей Гіммеля») від Кадзумі Ямагучі (25 травня);
- Yorimichi no Frieren (яп. 寄り道のフリーレン, досл. «Фрірен на обхідних шляхах») від Соічі Ігараші (26 травня).

Пізніше ці розділи були зібрані в єдиний том під назвою «Sousou no Frieren Anthology: Kotonaru Tabi wo Tanoshimu Mahou» (яп. 葬送のフリーレン アンソロジー～異なる旅を楽しむ魔法～, досл. «Фрірен: Антологія — Подорожі незвіданими шляхами»), випущений 18 грудня 2023 року. Shogakukan Asia опублікував цей том англійською мовою в Південно-Східній Азії у вересні 2024 року.

### Аніме

#### Телевізійний серіал

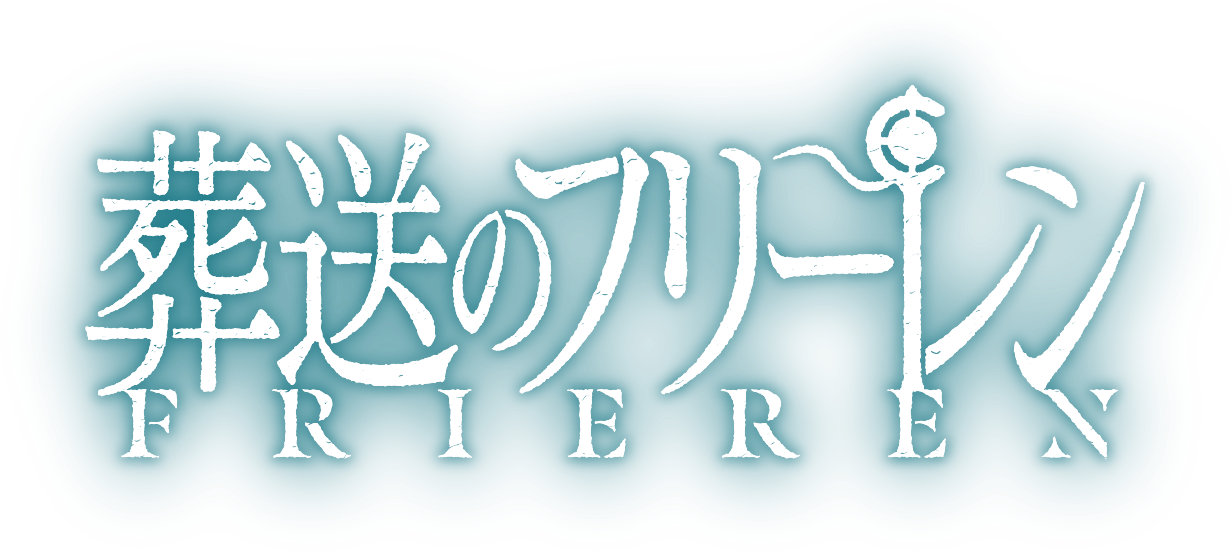
Логотип аніме-серіалу

У вересні 2022 року було оголошено, що серіал отримає аніме-адаптацію. Пізніше стало відомо, що це буде телевізійний серіал, створений Madhouse під керівництвом Кейічіро Сайто, з наглядом за сценарієм Томохіро Судзукі та дизайном персонажів від Рейко Нагасави.
Серіал був показаний 29 вересня 2023 року двогодинним спецвипуском на програмному блоці Nippon TV Kin'yō Road Show, який зазвичай зарезервований для повнометражних фільмів. Таким чином, він став першим аніме-серіалом, що вийшов у цьому блоці. Інші серії сезону були поділені на дві частини та виходили на новому блоці «Friday Anime Night» на тій же мережі та її філіалах до завершення сезону 22 березня 2024 року. Toho об'єднали серії в сім наборів DVD та Blu-ray, які виходили з 24 січня до 17 липня 2024 року.
У вересні 2024 року було оголошено, що серіал продовжено на другий сезон. Його прем'єра запланована на січень 2026 року. Команда повертається до своїх ролей, при цьому Томоя Кітагава замінить Кейічіро Сайто на посаді режисера сезону. Дайкі Харашіна буде виконувати обов'язки помічника режисера, а Такасемару, Кейсуке Коджіма та Юрі Фуджінака замінять Рейко Нагасаву як дизайнери персонажів.
Одинадцять коротких епізодів під назвою Sōsō no Frieren: Marumaru no Mahō (яп. 葬送のフリーレン ～●●の魔法～) були випущені на YouTube-каналі Toho Animation та на офіційних аніме-акаунтах Фрірен у X та TikTok з 11 жовтня 2023 року до 24 березня 2024 року.
Crunchyroll отримав ліцензію на трансляцію серіалу за межами Східної Азії, а його англійський дубляж, режисером якого є Джад Сакстон, дебютував на стримінговій платформі 13 жовтня 2023 року. Компанія випускає серіал на DVD та Blu-ray: перша частина, що містить перші 16 епізодів, вийшла 17 грудня 2024 року, тоді як друга частина планується до випуску 23 вересня 2025 року. Muse Communication ліцензувала серіал у Південно-Східній Азії.

#### Саундтрек
Музику до серіалу написав Еван Кол. Альбом з оригінальним саундтреком вийшов 17 квітня 2024 року. Для прем'єрної трансляції чотирьох серій спеціальною заключною піснею стала «Bliss» (досл. «Блаженство») у виконанні Milet. Першою відкриваючою темою була «Yūsha» (яп. 勇者, «Герой») від Yoasobi, а заключною темою — «Anytime Anywhere» від Milet. Другою відкриваючою темою стала «Sunny» (яп. 晴る, Сонячний) від Yorushika, а друга заключна тема містила іншу частину пісні «Anytime Anywhere».

### Інші медіа
12 січня 2024 року видавництво Shogakukan випустило офіційний фанбук, який містить інформацію про серію, ілюстрації, підсумки та початкові дизайни персонажів.
Приквел-новела під назвою «Shōsetsu Sōsō no Frieren: Zensō» (яп. 小説 葬送のフリーレン～前奏～, «Новела Фрірен: Прелюдія»), написана Мей Хачімоку під наглядом Ямади, вийшла 17 квітня 2024 року. Новела охоплює історії, зосереджені навколо Фрірен, Ферн, Штарка, Канне, Лавіне та Аури, які не були зображені в манзі. 24-сторінкова новела, також написана Хачімоку, з підзаголовком «Sora ni Hana wo Sakaseru Mahō» (яп. 空に花を咲かせる魔法, «Магія, що змушує квіти цвісти в небі»), ввійшла до спеціального видання чотирнадцятого тому манґи, випущеного 18 березня 2025 року.
У квітні 2024 року компанія Scrap Real Escape Game оголосила про створення квест-кімнати на основі манґи під назвою «Втеча з тисячолітнього сну».

## Сприйняття

### Манґа
До березня 2021 року в обігу перебувало понад два мільйони копій манґи і ця кількість зростала протягом наступних років. До липня 2025 року тираж перевищив 30 мільйони копій. Том 12 став другим за величиною першого накладу манґи видавництва Shogakukan у 2023—2024 роках (період з квітня 2023 до березня 2024 року) з тиражем 600 000 копій; том 14 став найбільшим першим накладом цього ж видавництва у 2024—2025 роках (період з квітня 2024 до березня 2025 року) з тиражем 700 000 копій.
Манґа посіла друге місце у списку найкращих манґ 2021 року для читачів-чоловіків Takarajimasha «Kono Manga ga Sugoi!»; шосте місце у списку 2022 року; та дванадцяте місце у списку 2025 року. Серія зайняла друге місце у списку «Рекомендовані комікси працівників книжкових магазинів по всій країні 2021 року» від вебсайту «Honya Club». Серія посіла сімнадцяте місце у списку «Книга року» журналу Da Vinci у 2021 році; десяте місце у списку 2022 року; дванадцяте місце у списку 2023 року; та дев'яте місце у списку 2024 року.
«Проводжальниця Фрірен» увійшла до першої десятки списку «Найкращі графічні романи для дорослих» 2022 року, складеному Круглим столом з графічних романів та коміксів Американської бібліотечної асоціації. Також манґа увійшла до списку рекомендованих книжок для дітей та підлітків фестивалю «Книжкова країна» 2024 року. Її томи представлені у щомісячному списку 20 найкращих графічних романів для дорослих Circana (раніше NPD) BookScan з лютого 2025 року.

#### Сприйняття критиків
Відгуки критиків стосовно манґи були переважно позитивними — вони відзначали унікальний підхід до фентезійного жанру та глибокі тематичні дослідження.
Ребека Сільверман з Anime News Network оцінила перший том манґи на «A-», високо оцінивши концепцію довголіття Фрірен після її супутників та її вимушене розуміння людського світу і власних емоцій. Вона назвала це «цікавим поглядом на фентезійний жанр», але зазначила, що мистецтво «не зовсім відповідає емоційним завданням історії». Річард Айзенбейс з того ж вебсайту похвалив другий том серії, заявивши, що він «поєднує емоційні історії та глибокі тематичні дослідження людської природи». Він описав третій і четвертий томи манґи як «кульмінацію дії, яка не тільки забезпечує грандіозну битву, але й розвиток персонажів та світу. Менші одноразові історії, які вражають прямо в емоційне ядро». Росс Локслі з UK Anime Network вважав це цікавим поглядом на фентезійний жанр, що контрастує з тривалим існуванням однієї раси та ефемерною тривалістю життя іншої, знаходячи схожість із серією манґи «To Your Eternity», підкреслюючи, як серія досліджує стосунки, які Фрірен будує з людьми навколо неї.
Волфен Мундайтер з Sequential Tart оцінила перший том на 9 з 10. Вона підкреслила «повсякденний» характер історії, попри передумову, що містить «пригодницьку групу в стилі D&D» і похвалила взаємодію між персонажами та художнє оформлення, підсумувавши: «Якщо ви хочете відпочити від бойових сцен і шукаєте щось більш спокійне та споглядальне, ця книга вам добре послужить! Це також чудова історія про вшанування пам'яті втрачених близьких та подолання горя». Шина Макніл з того ж вебсайту оцінила перший том на 7 і назвала концепцію «що відбувається з групою, коли квест закінчено?» цікавою. Вона похвалила боротьбу Фрірен за те, щоб стати менш відстороненою і те, як вона переживає «чудові пронизливі моменти, гірко-солодкі та щасливі». Макніл також порівняла темп та атмосферу серії з «Haibane Renmei». Антоніо Мірелес з The Fandom Post назвав її шостою найкращою манґою 2021 року і написав: «Час нікого не чекає і ця фраза, можливо, занадто використовується, але ця фраза викликає відгук у цій манзі. Завжди є щось нове для відкриття і Фрірен повинна засвоїти цей урок, оскільки час йде. Це солодке, але суворе нагадування насолоджуватися моментом повною мірою». Карі Деннісон з Otaku USA сподобалося мистецтво та дотики людяності, які допомагають наративу бути привабливим; вона порівнювала його з «Володарем перснів» та іншими фентезійними серіями. Грейсі Цю для Anime Trending поставила оцінку 94,5 зі 100, написавши: «Через своїх персонажів, свої теми та дивовижне виконання тонкої історії, я закінчую кожен епізод, дивлячись на власне життя, цінуючи подорож, яку я пройшла і з нетерпінням очікую на те, що ще попереду».

#### Нагороди та номінації
| Рік  | Нагорода                                            | Категорія                | Результат | Прим.                |
| ---- | --------------------------------------------------- | ------------------------ | --------- | -------------------- |
| 2021 | Премія New Manga                                    | Найкраща манґа           | 2-е місце | [ 86 ]               |
| 2021 | 14та Манґа Тайшо                                    | Головний приз            | Перемога  | [ 87 ] [ 88 ] [ 89 ] |
| 2021 | 25-та культурна премія Тедзуки Осаму                | Приз для нових творців   | Перемога  | [ 90 ] [ 91 ] [ 92 ] |
| 2021 | Премія манґи eBook Initiative Japan                 | Головний приз            | 2-е місце | [ 93 ] [ 94 ]        |
| 2021 | 45-та премія манґи Коданся                          | Найкраща сьонен-манґа    | Номінація | [ 95 ]               |
| 2021 | 5-та церемонія вручення премії Tsutaya Comic Awards | Наступний хіт            | 5-е місце | [ 96 ]               |
| 2021 | 7-а премія Next Manga                               | Друкована манґа          | 3-е місце | [ 97 ]               |
| 2022 | 46-та премія манґи Коданся                          | Найкраща сьонен-манґа    | Номінація | [ 98 ]               |
| 2023 | Нагорода Rakuten Kobo E-book Manga Award            | Найрекомендованіша манґа | Перемога  | [ 99 ]               |
| 2023 | 69-та Нагорода манґи Shogakukan                     | —                        | Перемога  | [ 101 ]              |
| 2024 | 48-ма премія манґи Коданся                          | Найкраща сьонен манґа    | Перемога  | [ 102 ] [ 103 ]      |
| 2024 | 36-та Премія Харві                                  | Найкраща манґа           | Номінація | [ 104 ]              |
| 2024 | 30-та Премія манґи Барселони                        | Найкращий сьонен         | Перемога  | [ 105 ]              |

### Аніме

#### Сприйняття критиків
Аніме-адаптація отримала визнання критиків. На вебсайті агрегаторі оглядів Rotten Tomatoes перший сезон «Проводжальниці Фрірен» має рейтинг схвалення 100 % на основі п'яти рецензій, із середньою оцінкою 8.8/10. З початку 2024 року «Фрірен» є найвисокооціненішим аніме на MyAnimeList та Anime News Network.
Алі Гріффітс з Digital Spy назвав його одним із найкращих фентезійних аніме 2023 року, відзначивши тематику, пов'язану з плином часу, а також похваливши «затишну, спокійну атмосферу» шоу та звуковий дизайн. Річард Айзенбейс з Anime News Network відзначив динаміку між головними героями протягом розвитку персонажа Фрірен та її передісторії. Дженні Лада з Siliconera вважала його одним з найкращих аніме кінця 2023 року, високо оцінивши глибину Фрірен, яка прагне відновити зв'язок з Гіммелем після його смерті в першому епізоді, а також зазначивши, що інші події в манзі переходять від драми до «повсякденного життя».
Ден Менсфілд з The Fandom Post похвалив бойові сцени та сюжет аніме, але вважав деякі сексуальні жарти недоречними, хоча загалом цінував гумор. Коментуючи особистість Фрірен, Менсфілд відзначив сцени в ранніх епізодах, де Ферн втішає наляканого Штарка. Камболе Кемпбелл з IGN високо оцінив якість виробництва та «простий, але зворушливий» сюжет шоу. Сі Кетвелл з Anime Feminist сподобався саундтрек, він порівняв його з музикою «The Legend of Zelda: Breath of the Wild» та «Tears of the Kingdom» і похвалив анімацію студії Madhouse. Аян Пол Чоудхурі з The Hindu назвав його «майбутнім фентезі» і написав, що «Фрірен» наважується прокласти власний шлях серед звичних тропів та архетипів.

#### Нагороди та номінації
| Рік  | Нагорода                                        | Категорія                                        | Номіновано                                                              | Результат    | Прм.            |
| ---- | ----------------------------------------------- | ------------------------------------------------ | ----------------------------------------------------------------------- | ------------ | --------------- |
| 2023 | Нагорода Yahoo Japan Search                     | Аніме                                            | Серіал                                                                  | 4-те місце   | [ 116 ]         |
| 2023 | Музична премія Billboard Japan                  | Найкраща анімація                                | «Yūsha» від Yoasobi                                                     | 16-те місце  | [ 117 ]         |
| 2023 | Музична премія Billboard Japan                  | Найпопулярніші пісні                             | «Yūsha» від Yoasobi                                                     | 12-те місце  | [ 117 ]         |
| 2023 | Азійська нагорода поп-музики                    | Найкращий саундтрек                              | «Yūsha» від Yoasobi                                                     | Номінація    | [ 118 ]         |
| 2023 | Азійська нагорода поп-музики                    | Кращий автор текстів пісень                      | Milet з «Anytime Anywhere»                                              | Номінація    | [ 119 ]         |
| 2023 | AT-X                                            | Топ-рейтинг аніме                                | Серіал                                                                  | 2-ге місце   | [ 120 ]         |
| 2023 | 25-ти річчя AT-X                                | Рекомендовані серіали                            | Серіал                                                                  | 8-ме місце   | [ 121 ]         |
| 2024 | Tokyo Anime Award Festival                      | Найкраща музика                                  | Yoasobi                                                                 | Перемога     | [ 122 ]         |
| 2024 | Японська премія персонажів                      | Нагорода «Нове обличчя»                          | Серіал                                                                  | Перемога     | [ 123 ]         |
| 2024 | Magnolia Award                                  | Найкраща анімація                                | Серіал                                                                  | Номінація    | [ 124 ]         |
| 2024 | Magnolia Award                                  | Найкраще оповідання                              | Серіал                                                                  | Номінація    | [ 124 ]         |
| 2024 | 46-те Аніме гран-прі                            | Гран-прі                                         | Серіал                                                                  | 4-те місце   | [ 125 ]         |
| 2024 | 46-те Аніме гран-прі                            | Найкращий персонаж                               | Фрірен                                                                  | 7-ме місце   | [ 125 ]         |
| 2024 | 46-те Аніме гран-прі                            | Найкраща пісня                                   | «Yūsha» від Yoasobi                                                     | 6-те місце   | [ 125 ]         |
| 2024 | 46-те Аніме гран-прі                            | Найкраща пісня                                   | «Anytime Anywhere» від Milet                                            | 9-те місце   | [ 125 ]         |
| 2024 | 46-те Аніме гран-прі                            | Найкраща пісня                                   | «Sunny» від Yorushika                                                   | 10-те місце  | [ 125 ]         |
| 2024 | 46-те Аніме гран-прі                            | Найкращий сейю (обидві статі)                    | Танедзакі Ацумі                                                         | Перемога     | [ 125 ]         |
| 2024 | Japan Expo Awards                               | Найкраще аніме                                   | Серіал                                                                  | Перемога     | [ 126 ]         |
| 2024 | Japan Expo Awards                               | Найкраще аніме про буденність                    | Серіал                                                                  | Перемога     | [ 126 ]         |
| 2024 | Japan Expo Awards                               | Найкраща завершальна пісня                       | «Anytime Anywhere» від Milet                                            | Перемога     | [ 126 ]         |
| 2024 | 19-та Нагорода AnimaniA                         | Найкращий телесеріал: онлайн                     | Серіал                                                                  | Номінація    | [ 127 ]         |
| 2024 | 19-та Нагорода AnimaniA                         | Найкраща аніме-пісня                             | «Yūsha» від Yoasobi                                                     | Номінація    | [ 127 ]         |
| 2024 | TikTok Awards Japan                             | Аніме року                                       | Серіал                                                                  | Номінація    | [ 128 ]         |
| 2024 | Музична нагорода Billboard Japan                | Hot 100                                          | «Yūsha» від Yoasobi                                                     | 14-те місце  | [ 129 ]         |
| 2024 | Музична нагорода Billboard Japan                | Найбільш стрімінгові пісні                       | «Yūsha» від Yoasobi                                                     | 16-те місце  | [ 129 ]         |
| 2024 | Музична нагорода Billboard Japan                | Найбільш завантажувальні пісні                   | «Yūsha» від Yoasobi                                                     | 13-те місце  | [ 129 ]         |
| 2024 | Музична нагорода Billboard Japan                | Найкраща анімація                                | «Yūsha» від Yoasobi                                                     | 6-те місце   | [ 129 ]         |
| 2024 | Музична нагорода Billboard Japan                | Найпопулярніші пісні, створені користувачами     | «Yūsha» від Yoasobi                                                     | 16-те місце  | [ 129 ]         |
| 2024 | Музична нагорода Billboard Japan                | Найкращі світові пісні Японії (окрім Японії)     | «Yūsha» від Yoasobi                                                     | 17-те місце  | [ 129 ]         |
| 2024 | Музична нагорода Billboard Japan                | Найкращі японські пісні (Таїланд)                | «Yūsha» від Yoasobi                                                     | 15-те місце  | [ 129 ]         |
| 2024 | Музична нагорода Billboard Japan                | Найкращі японські пісні (Сінгапур)               | «Yūsha» від Yoasobi                                                     | 10-те місце  | [ 129 ]         |
| 2024 | Anime Buzzword Awards (Нагороди за аніме-сленг) | Бронзовий приз                                   | Теорія Гіммеля / Синтаксис Гіммеля, «Це те, що зробив би Гіммель-герой» | Перемога     | [ 130 ]         |
| 2024 | 4-та нагорода Astra TV                          | Найкращий аніме серіал                           | Серіал                                                                  | Номінація    | [ 131 ]         |
| 2024 | Премія IGN                                      | Найкращий аніме серіал                           | Серіал                                                                  | Перемога     | [ 132 ] [ 133 ] |
| 2025 | 7-ма нагорода Global Demand                     | Найбільш популярні аніме-серіали 2024 року       | Серіал                                                                  | Номінація    | [ 134 ]         |
| 2025 | Tokyo Anime Award Festival                      | Анімація року (телебачення)                      | Серіал                                                                  | Перемога     | [ 135 ]         |
| 2025 | Tokyo Anime Award Festival                      | Найкращий композитор                             | Еван Кол                                                                | Перемога     | [ 135 ]         |
| 2025 | Music Awards Japan                              | Найкраще за версією слухачів: японська пісня     | «Sunny» від Yorushika                                                   | Номінація    | [ 136 ]         |
| 2025 | 9-та премія аніме Crunchyroll                   | Аніме року                                       | Серіал                                                                  | Номінація    | [ 137 ]         |
| 2025 | 9-та премія аніме Crunchyroll                   | Найкращий новий серіал                           | Серіал                                                                  | Номінація    | [ 137 ]         |
| 2025 | 9-та премія аніме Crunchyroll                   | найкраща драма                                   | Серіал                                                                  | Перемога     | [ 137 ]         |
| 2025 | 9-та премія аніме Crunchyroll                   | Найкраща анімація                                | Серіал                                                                  | Номінація    | [ 137 ]         |
| 2025 | 9-та премія аніме Crunchyroll                   | Найкраще фонова анімація                         | Серіал                                                                  | Перемога     | [ 137 ]         |
| 2025 | 9-та премія аніме Crunchyroll                   | Найкращий дизайн персонажів                      | Рейко Нагасава                                                          | Номінація    | [ 137 ]         |
| 2025 | 9-та премія аніме Crunchyroll                   | Найкращий режисер                                | Кейічіро Сайто                                                          | Перемога     | [ 137 ]         |
| 2025 | 9-та премія аніме Crunchyroll                   | Найкращий головний персонаж                      | Фрірен                                                                  | Номінація    | [ 137 ]         |
| 2025 | 9-та премія аніме Crunchyroll                   | Найкращий допоміжний персонаж                    | Ферн                                                                    | Перемога     | [ 137 ]         |
| 2025 | 9-та премія аніме Crunchyroll                   | Найкращий допоміжний персонаж                    | Гімель                                                                  | Номінація    | [ 137 ]         |
| 2025 | 9-та премія аніме Crunchyroll                   | Персонаж який «повинен захищати будь-якою ціною» | Фрірен                                                                  | Номінація    | [ 137 ]         |
| 2025 | 9-та премія аніме Crunchyroll                   | Найкраща анімація пісні                          | «The Brave» від Yoasobi                                                 | Номінація    | [ 137 ]         |
| 2025 | 9-та премія аніме Crunchyroll                   | Найкраще озвучення (японською мовою)             | Танедзакі Ацумі (голос Фрірен)                                          | Номінація    | [ 137 ]         |
| 2025 | 9-та премія аніме Crunchyroll                   | Найкраще озвучення (англійською мовою)           | Меллорі Родак (голос Фрірен)                                            | Номінація    | [ 137 ]         |
| 2025 | 9-та премія аніме Crunchyroll                   | Найкраще озвучення (французькою мовою)           | Марі Нонненмахер (голос Фрірен)                                         | Номінація    | [ 137 ]         |
| 2025 | 9-та премія аніме Crunchyroll                   | Найкраще озвучення (мовою хінді)                 | Наташа Джон (голос Фрірен)                                              | Номінація    | [ 137 ]         |
| 2025 | 9-та премія аніме Crunchyroll                   | Найкраще озвучення (італійською мовою)           | Мартіна Феллі (голос Фрірен)                                            | Номінація    | [ 137 ]         |
| 2025 | 9-та премія аніме Crunchyroll                   | Найкраще озвучення (іспанською мовою)            | Еріка Угалде (голос Фрірен)                                             | Номінація    | [ 137 ]         |
| 2025 | 20-та премія AnimaniA                           | Найкраща аніме-пісня                             | «Sunny» від Yorushika                                                   | В очікуванні | [ 138 ]         |

## Нотатки
1. ↑  Номінантів на премію Shogakukan Manga Award 2023 року не розділяли за категоріями[100].